# Битка у Макасарском пролазу
Битка у Макасарском пролазу (енгл. First Battle of Balikpapan), вођена 24. јануара 1942. године, била је део рата на Пацифику током Другог светског рата. Малобројна савезничка флота покушала је да омете јапанско искрцавање на Борнео током битке за Холандску Источну Индију. Иако је битка завршена победом савезника, она није успела да спречи пад Борнеа неколико дана касније.

## Позадина
Макасарски пролаз је теснац између острва Борнео и Целебес, дугачак 600 а широк 80-230 наутичких миља. Спаја Сулавеско са Јаванским и Флореским морем. Најважнија острва у Макасарском пролазу су Лаут и Себуку на југоисточној обали Борнеа, а најважније луке Баликпапан на Борнеу и Макасар на Целебесу.
После заузимања Таракана 16. јануара, Јапанци су као следећу етапу у освајању Борнеа изабрали луку Баликпапан и 21. јануара упутили из Таракана десантни одред (18 транспортних бродова са 2 разарача и 3 патролна чамца у непосредној блиској и 1 лаком крстарицом и 7 разарача у непосредној даљој заштити). Искрцавање трупа почело је 23. јануара у 21 час и 30 минута. Да би боље заштитили транспортне бродове, бродови заштите удаљили су се око поноћи у средину Макасарског пролаза.

## Битка
Обавештен о предстојећем нападу на Баликпапан, амерички адмирал Вилијам Гласфорд (енгл. William Alexander Glassford), командант савезничке флотиле у Сурабаји, упутио је 23. јануара у Макасарски пролаз 4 разарача. Откривши 24. јануара у 2 часа и 45 минута на сидришту у Баликпапану  јапанске бродове чије су се силуете од пожара на копну оцртавале на позадини, амерички разарачи су 10 минута касније извршили торпедни, а затим артиљеријски напад. Изненађени Јапанци су у почетку сматрали да су их напале подморнице торпедима, а на артиљеријску ватру одговорили су непрецизно. За читав сат, колико је трајала артиљеријска борба, постигли су само 1 погодак. Једно време су се гађали и међусобно. Потопљена су 4 јапанска транспортна и 1 патролни брод, а неколико транспортних је оштећено.

## Последице
Мада је овај успех Американаца успорио освајање Борнеа највише за 24 часа, имао је морално дејство на савезнике јер је то био њихов први успех на мору у првој фази јапанске експанзије у југоисточној Азији.